# Thottea celebica
Thottea celebica är en piprankeväxtart som beskrevs av Ding Hou. Thottea celebica ingår i släktet Thottea och familjen piprankeväxter. Inga underarter finns listade i Catalogue of Life.